# 오페스의 구성원 목록

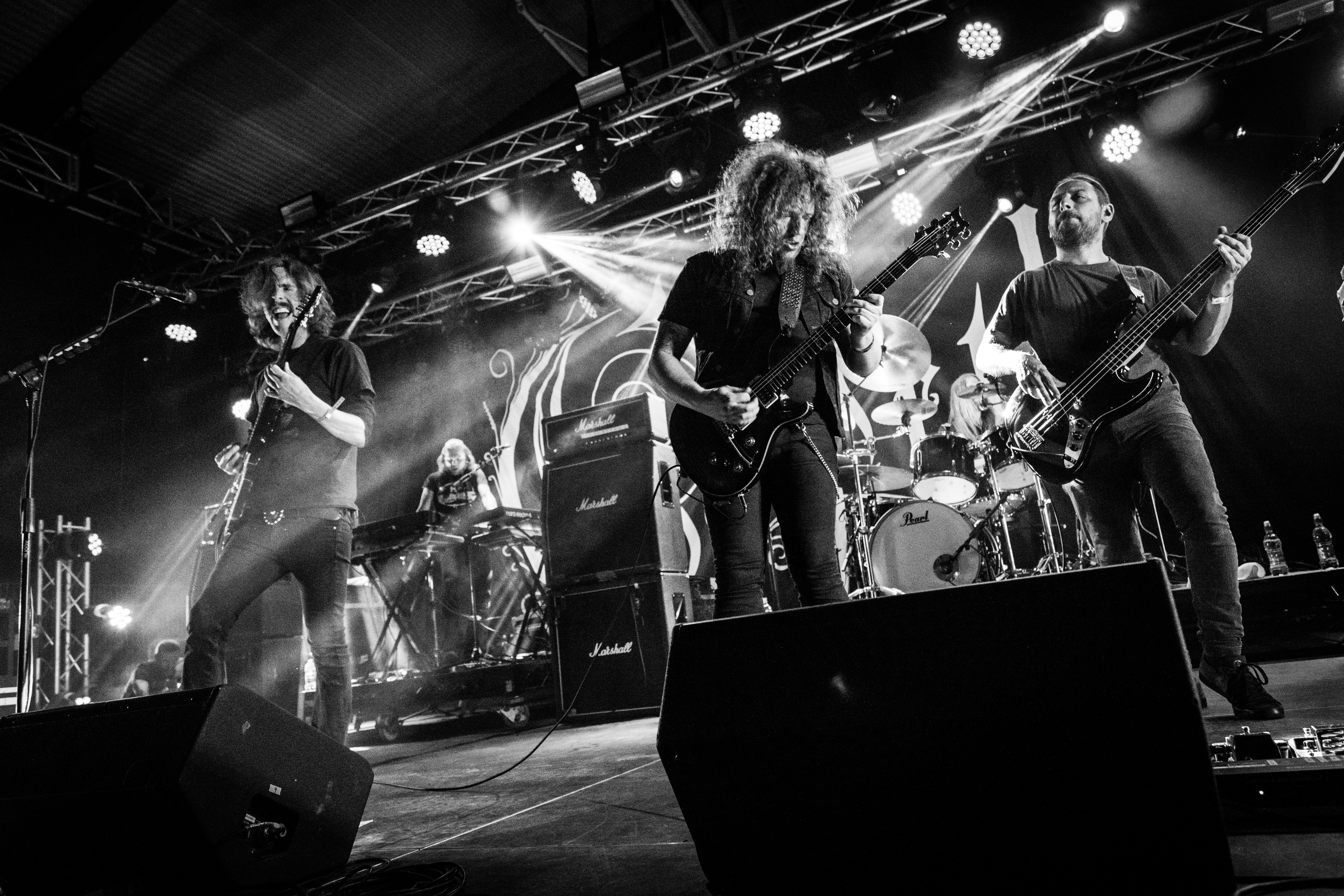
2016년 공연 중인 오페스

오페스(Opeth)는 스톡홀름에서 결성된 스웨덴의 프로그레시브 데스 메탈 밴드이다. 1989년에 보컬 다비드 이스베리에 의해 창단되었고 기타리스트 미카엘 오케르펠트의 가입으로 나머지 초기 구성원들은 해고되었고 이후 오페스는 1990년부터 2인조로 활동을 이어나갔다. 둘은 이후 기타리스트 안드레아스 디메오, 베이시스트 니크 되링, 드러머 안데르스 노르딘을 영입하여 오페스의 첫 라인업을 완성시켰다. 디메오와 되링은 1991년 2월 오페스의 첫 공연을 마치고는 탈퇴하였고 지역 글램 메탈 밴드 '크림슨 캣'의 멤버였던 킴 페테르손과 요한 데 파르팔라가 오페스에 가입한다. 데 파르팔라는 이후 오페스의 두 번째의 공연을 마치고 탈퇴한다. 다음 해에는 페테르손이 탈퇴한 뒤 페테르 린드그렌이 베이시스트로 가입하여 밴드의 세 번째 공연에 참여한다. 이스베리는 1992년에 "음악 창작의 차이"의 이유로 밴드를 탈퇴한다. 오케르펠트는 이후, "그 때는 이스베리가 우리만큼 밴드의 생활을 즐기지 않는 것으로 보아 그의 탈퇴가 밴드에게 잘 된 일이라고 생각했다."
이스베리의 탈퇴 후, 오케르펠트는 오페스의 보컬을 맡게 되었고 린드그렌과 노르딘과 함께 데뷔 앨범을 만들기 시작했다. 3인조로 활동하던 중, 마티아스 안데르가 밴드에 베이시스트로 짧게 활동했고 이후 스테판 구테클린트가 다음 해에 가입한다. 구테클린트는 1년 뒤에 오케르펠트와 린드버그에 의해 해고되고 전 베이시스트 요한 데 파르팔라가 오페스에 재가입하면서 데뷔 앨범 Orchid를 녹음한다. 오페스의 1996년 발매작 Morningrise의 투어 이후, 오케르펠트와 린드그렌은 노르딘과의 상의 없이 데 파르팔라를 해고하였고 이로 인해 노르딘까지 탈퇴하게 되었다. 오페스의 남은 구성원들은 해체를 고민했으나 이후 드러머 마르틴 로페스와 베이시스트 마르틴 멘데스가 가입하였다. 그러나 이미 1998년 발매작 My Arms, Your Hearse의 베이스 녹음이 오케르펠트에 의해 진행되었기 때문에 멘데스는 이 앨범에 대하여 공헌한 내용이 없다.
2003년 Damnation의 발매와 함께 오페스의 음악성은 키보드 중심의 프로그레시브 록으로 변화를 꾀하기 시작했고 키보디스트 페르 빌베리가 투어 구성원으로 가입하였다. 그는 이후 2005년에 정식 멤버로 승격된다. 드러머 로페스는 2005년 8월에 스트레스성 질환과 공황장애의 발병으로 인해 오페스를 탈퇴하였고 남은 투어 기간 동안에 마르틴 "악세" 악센로트가 드러머 자리를 채웠다. 다음 해 5월, 로페스가 탈퇴하여 악센로트가 밴드의 정식 드러머가 된다. 린드그렌은 다음 해에 "밴드에 대한 열정과 영감을 잃었다"라는 사유로 밴드를 탈퇴하였고 프레드리크 오케손이 그의 자리를 메웠다. 2011년 4월, 빌베리가 밴드를 떠났다는 사실이 알려졌다. 키보디스트 자리는 이후 요아킴 스발베리가 차지하게 된다.

## 구성원

### 현재 구성원
| 사진                                      | 이름                   | 활동시기                   | 악기                          | 참여음반                                            |
| ----------------------------------------- | ---------------------- | -------------------------- | ----------------------------- | --------------------------------------------------- |
| 14-06-08 RiP Opeth Mikael Åkerfeldt 1.JPG | 미카엘 오케르펠트      | 1990–현재                  | 기타 리드 보컬                | 오페스의 모든 음반                                  |
| 14-06-08 RiP Opeth Martin Mendez.JPG      | 마르틴 멘데스          | 1997–현재                  | 베이스 기타                   | Still Life (1999) 이후 오페스의 모든 음반           |
| Opeth_–_Elbriot_2015_03.jpg               | 마르틴 "악세" 악센로트 | 2006–현재 (투어 2005–2006) | 드럼 퍼커션                   | The Roundhouse Tapes (2007) 이후 오페스의 모든 음반 |
| 14-06-08 RiP Opeth Fredrik Åkesson 1.JPG  | 프레드리크 오케손      | 2007–현재                  | 기타 백보컬                   | Watershed (2008) 이후 오페스의 모든 음반            |
| 14-06-08_RiP_Opeth_Joakim_Svalberg.JPG    | 요아킴 스발베리        | 2011–현재                  | 키보드 멜로트론 피아노 백보컬 | Heritage (2011) 이후 오페스의 모든 음반             |

### 전 구성원
| 사진                                     | 이름              | 활동시기                   | 악기                                  | 참여음반                                                                     |
| ---------------------------------------- | ----------------- | -------------------------- | ------------------------------------- | ---------------------------------------------------------------------------- |
|                                          | 다비드 이스베리   | 1990–1992                  | 리드 보컬                             | 없음                                                                         |
|                                          | 미케 바리스퇴름   | 1990                       | 기타                                  | 없음                                                                         |
|                                          | 단 닐손           | 1990                       | 기타                                  | 없음                                                                         |
|                                          | 마르틴 페르손     | 1990                       | 베이스 기타                           | 없음                                                                         |
|                                          | 릴레 에벤         | 1990                       | 드럼                                  | 없음                                                                         |
|                                          | 안데르스 노르딘   | 1990–1997                  | - 드럼 - 퍼커션                       | - Orchid (1995) - Morningrise (1996)                                         |
|                                          | 안드레아스 디메오 | 1990–1991                  | 기타                                  | 없음                                                                         |
|                                          | 니크 되링         | 1990–1991                  | 베이스 기타                           | 없음                                                                         |
|                                          | 킴 페테르손       | 1991                       | 기타                                  | 없음                                                                         |
|                                          | 요한 데 파르팔라  | - 1991 - 1994–1997         | - 베이스 기타 - 백보컬                | - Orchid (1995) - Morningrise (1996)                                         |
| Peter_Lindgren.jpg                       | 페테르 린드그렌   | 1991–2007                  | - 기타 - 베이스 기타 (1991)           | Orchid (1995)부터 The Roundhouse Tapes (2007)까지 오페스의 모든 음반         |
|                                          | 마티아스 안데르   | 1992                       | 베이스 기타                           | 없음                                                                         |
|                                          | 스테판 구테클린트 | 1992–1994                  | 베이스 기타                           | Orchid (1995) – 트랙 하나                                                    |
|                                          | 마르틴 로페스     | 1997–2006                  | - 드럼 - 퍼커션                       | My Arms, Your Hearse (1998)부터 Ghost Reveries (2005)까지 오페스의 모든 음반 |
| 2016 Kamchatka - by 2eight - DSC3181.jpg | 페르 빌베리       | 2005–2011 (투어 2003–2005) | - 키보드 - 멜로트론 - 피아노 - 백보컬 | Lamentations (2003)부터 Heritage (2011)까지 오페스의 모든 음반               |